# Richterswil
Richterswil es una ciudad y comuna suiza del cantón de Zúrich, situada en el distrito de Horgen a orillas del lago de Zúrich. Limita al noroeste con la comuna de Wädenswil, al noreste con Männedorf y Stäfa, al sureste con Freienbach (SZ) y Wollerau (SZ), y al suroeste con Hütten y Schönenberg.

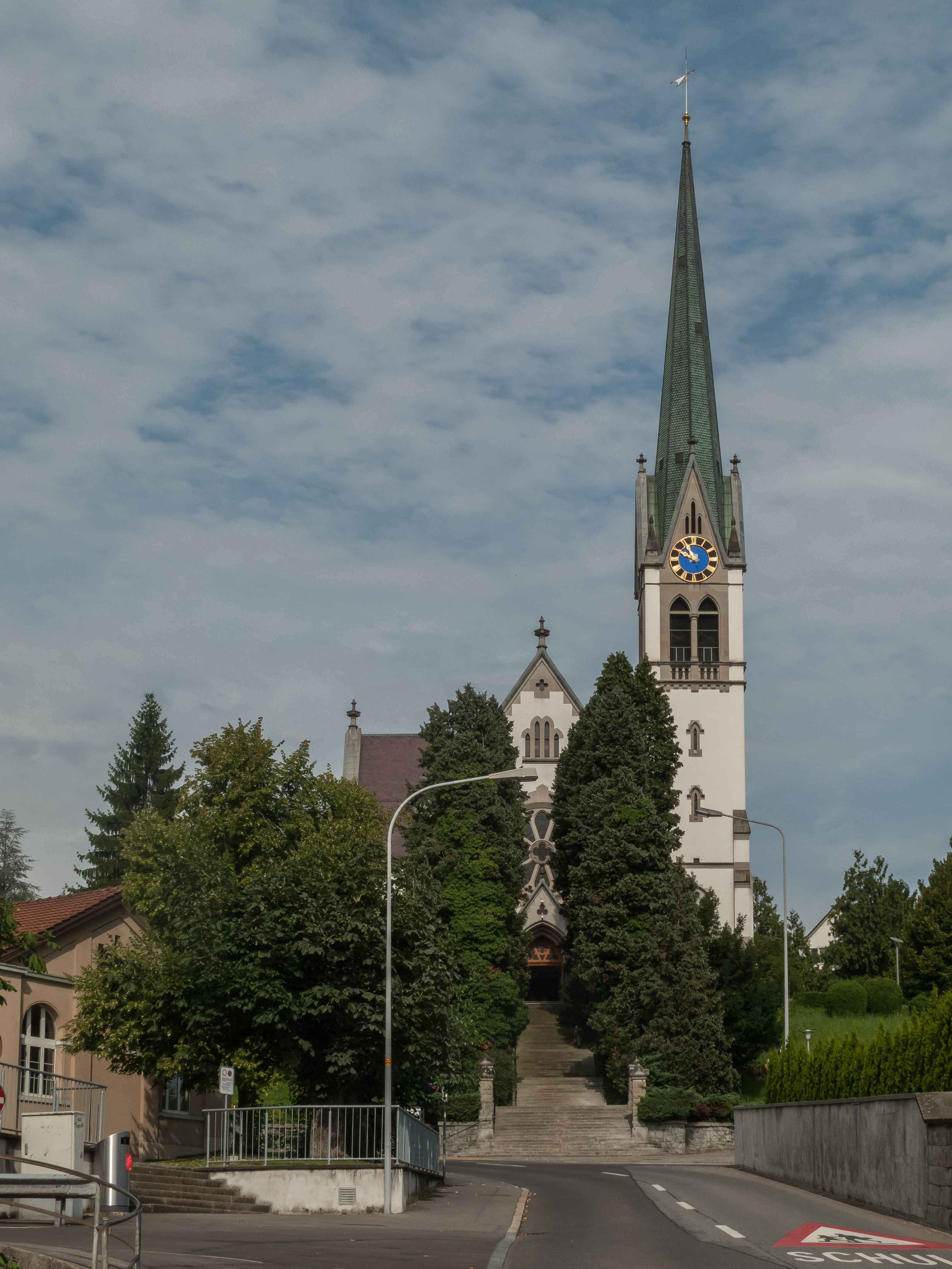
Richterswil, la iglesia protestante